# Dedo II
Dedo II, né vers 1012 et mort en octobre 1075, connu aussi sous le nom de Dedi II, est un prince de la maison de Wettin, fils du margrave Thierry Ier de Lusace. Il fut margrave de la marche de Lusace (issue de la marche de l’Est saxonne) de 1046 jusqu'à sa mort. 

## Biographie
Dedo II était le second fils de Thierry II de Wettin (v.990-1034), comte saxon à Eilenbourg et Brehna à partir de 1017, et de son épouse Mathilde, fille du margrave Ekkehard Ier de Misnie. Vers l'an 1032, après que l’empereur Conrad II le Salique avait repris la Basse-Lusace et le pays des Milceni de Mieszko II de Pologne, son père fut nommé margrave de la marche de Lusace, le premier de la dynastie des Wettin. Le 19 novembre 1034, il a été assassiné par les partisans de son beau-frère Ekkehard II qui assume l'administration de la marche pour le compte de son neveu Dedo II. C'est seulement à la mort d'Ekkehard II, en 1046, qu'il peut prendre le pouvoir. 
Dedo II a épousé Oda, la fille de Thietmar et la sœur d’Odo II, tous deux margraves de la marche de l'Est saxonne. De plus, Oda était la veuve de Guillaume III, comte de Weimar en Thuringe, et la mère de Guillaume et d’Othon de Weimar, qui sont devenus margraves de Misnie. Odo II étant mort sans avoir eu d’enfant, c'est Thierry II de Wettin, beau-père de sa sœur Oda, qui a été désigné pour lui succéder en tant que margrave de Lusace. Oda meurt vers 1068.
Lorsque son beau-fils Othon de Weimar est décédé en 1067, Dedo a épousé sa veuve Adèle, fille du comte Lambert II de Louvain, en 1069. En son nom, il a revendiqué la marche de Misnie où Egbert Ier avait succédé à Othon en tant que margrave. En réclamant la Misnie, toutefois, Dedo défiait les prérogatives royales de Henri IV dans les marches. Dans sa rébellion, Dedo était soutenu par le comte Adalbert II de Ballenstedt, l'époux de sa belle-fille Adélaïde de Weimar, qui s’était emparé du monastère de Nienburg fondé par la famille de la première épouse de Dedo. Adèle de Louvain soutenait farouchement son mari, ce qui a amené le chroniqueur Lambert de Hersfeld à la qualifié de saevissima uxor. 
L'archevêque Adalbert de Brême, un des régents du jeune roi Henri IV, a mis fin à la révolte et a rétabli la paix en Thuringe et en Misnie. Dedo a été emprisonné et sa famille s’est retrouvée avec la seule Lusace où son fils aîné Dedo III lui a brièvement succédé en 1069 avant d’être assassiné. Le roi et Dedo se sont réconciliés et Dedo a pu retrouver ses fonctions.
En 1073, lorsque la révolte des Saxons éclate contre le roi, Dedo a tenté de servir d'intermédiaire entre les deux camps. En 1075, le roi l'a chargé d'assurer la sécurité d'Iziaslav Ier, grand-prince de Kiev, qui s'était réfugié en Saxe.  

## Postérité
Outre Dedo III, Dedo II laisse également une fille, Adélaïde (morte en 1071), née de son premier mariage qui épouse Ernest de Babenberg, margrave d’Autriche. 
Dedo II laisse deux fils nés de son second mariage : Henri Ier (v.1070-1103), futur margrave de Lusace et de Misnie, et Conrad, sans doute tué au cours d’une bataille contre les Wendes.

## Sources
- Thompson, James Westfall, Feudal Germany, Volume II, New York, Frederick Ungar Publishing Co., 1928.
- Bernhardt, John W, Itinerant Kingship and Royal Monasteries in Early Medieval Germany, c. 936–1075, Cambridge, Cambridge University Press, 1993.
- Pätzold, Stefan, Die frühen Wettiner - Adelsfamilie und Hausüberlieferung bis 1221. Köln, Weimar, Wien, 1997  (ISBN 3-412-08697-5).

- (en) Cet article est partiellement ou en totalité issu de l’article de Wikipédia en anglais intitulé « Dedi I, Margrave of the Saxon Ostmark » (voir la liste des auteurs).

- (de) Cet article est partiellement ou en totalité issu de l’article de Wikipédia en allemand intitulé « Dedo I. (Lausitz) » (voir la liste des auteurs).